# A4 Holding
A4 Holding S.p.A., conocida como Gruppo A4 Holding (y antes como Grupo Serenissima), es una compañía italiana concesionaria de autopistas con sede en Verona, región del Véneto. La compañía es concesionaria de la Autostrada Brescia–Padova (100%), el operador de Brescia a Padua, sección de la Autostrada A4, así como de la Autostrada A31 (Rovigo vía Vicenza a Piovene Rocchette). Además, tiene intereses en el Grupo Autostrada Brennero, el operador de la Autostrada A22 (Modena a Brenner Pass; 4.2327% participación) y del Grupo Autostrada Lombarde, compañía que gestiona la Autostrada A35 (Brescia a Milán; 4.90% participación).

## Historia
La Autostrada Brescia'–'Padova (P.IVA 00212330237; Verona CCIAA: 57409/1952) era el operador de la autopista Brescia–Padua, sección de la Autostrada A4 y Autostrada A31. El 6 de diciembre de 2011, la compañía fue rebautizada como A4 Holding S.p.A., con una filial nueva para gestionar la concesión de la autopista de peaje. La concesión de la Autostrada A31 expiró el 30 de junio de 2013, tras un acuerdo que remonta a 1999. En 2005, la compañía comenzó la construcción de la ampliación de Vicenza a Rovigo. 
La concesión fue investigada por la Comisión Europea en 2004. El Tribunal Europeo de Justicia falló que Italia debía cumplir las obligaciones bajo la Directiva 93/37/EEC del Consejo Europeo. El 3 de octubre de 2006 se publicó el Decreto-Ley 262/2006, que restituía los derechos de ANAS. El 12 de octubre la Comisión Europea envió un aviso formal (aplicando Artículo 258 de TFEU) a Italia con respecto al asunto (procedimiento de contravención N° 2006/4378). En julio de 2007, la concesión fue ampliada hasta el 31 de diciembre de 2026, aplicando el Decreto-Ley 262/2006. La concesión fue confirmada por el Decreto-Ley 59/2008 y Ley 101/2008, a pesar del estado del procedimiento de contravención. El 8 de octubre de 2009 el Consejo Europeo cerró el caso.

## Accionistas
La compañía estaba participada por un consorcio de la banca Intesa Sanpaolo. El banco poseía los derechos de un 65.92% de la sociedad a través de RCI, consorcio compuesto por tres compañías: Investire nelle Infrastrutture, Compagnia Italiana Finanziaria e Iniziative Logistiche. En realidad, RCI es la compañía originaria directa de A4 Holding, pues la compañía Astaldi, accionista minoriaria de RCI (31.85%), se fusionó con AI2 S.r.l. (titular de los derechos de A4 Holding) el 1 de enero de 2014 y dio lugar a la fusión de un entramado de intereses. Intesa Sanpaolo adquirió las participaciones de RCI, CIF y de Iniziative Logistiche en 2010, tras el derrumbamiento del imperio empresarial de Mario Rino Gambari. Las participaciones de CIF y de Iniziative Logistiche en manos de 2G Investimenti fueron a parar a Intesa Sanpaolo en 2011.
El segundo accionista de A4 Holding era Società delle Autostrade Serenissima (8.3732% en 2014), el operador de Padua–Venice, sección de la Autostrada A4 hasta 2009. A4 Holding tenía una participación cruzada del 14.45% en la Società delle Autostrade Serenissima (2014), que vendió en 2016. El Grupo Mantovani–FIP (Serenissima Holding) tenía derechos por un 35.28% en la Società delle Autostrade Serenissima (en 2016), así como un 0.1617% en A4 Holding vía Impresa di Costruzioni Ing.
Unione Fiduciaria era el tercer accionista, con un 4.6671% de participación en la Autostrade Milano Serravalle – Milano Tangenziali (2014).
- Inversores privados (67.7728%)

1. Intesa Sanpaolo (51.3964%)
  1. Re.Consulta Infrastrutture (RCI) (44.8530%)
  2. Old Equiter (6.5433%)
2. Società delle Autostrade Serenissima (8.3732%)
3. Unione Fiduciaria (4.6671%)
4. Banco Popolare (2.7071%)
5. Banca Popolare di Vicenza (0.2043%)
6. Impresa di Costruzioni Ing. E. Mantovani (0.1617%)
7. Fondazione Cariverona (0.1425%)
8. Condotte d'Acqua (0.1204%)

- Cuarto de Comercio, Industria, Agricultura y Artisanship (8.6994%)

1. Cámara de Comercio de Brescia (1.5732%)
2. Cámara de Comercio de Bergamo (1.5472%)
3. Cámara de Comercio de Verona (1.5042%)
4. Cámara de Comercio de Padua (1.3500%)
5. Cámara de Comercio de Venice (1.1794%)
6. Cámara de Comercio de Vicenza (1.0701%)
7. Cámara de Comercio de Milán (0.4753%)

- Gobiernos locales (23.5278%)

1. Provincia de Vicenza (7.4373%)
2. Comune de Verona (4.6480%)
3. Provincia de Brescia (4.5096%)
4. Provincia de Verona (4.2308%)
5. Provincia de Bergamo (2.2976%)
6. Comune de Vicenza (0.2426%)
7. Provincia de Venice (0.0809%)
8. Comune de Bergamo (0.0809%)
9. Provincia de Milán (0.0001%)